# Calcipotriol
Calcipotriolul (sau calcipotriena) este un analog sintetic de calcitriol (o formă de vitamina D) care este utilizat ca medicament, în tratamentul psoriazisului vulgar la adulți. A mai fost utilizat și pentru tratamentul alopeciei areata.